# Philipp Maximilian Opiz
Philipp (Filip) Maximilian Opiz (Čáslav, 5 de juny de 1787 – Praga, 20 de maig de 1858) va ser un botànic germano-txec.
1. ↑  Es poden consultar els tàxons descrits per aquest autor a International Plant Names Index (anglès)